# Ènnec Aritza
Ènnec Aritza (ca. 770 - 851) o Ènnec de Pamplona (en basc Eneko Aritza, en castellà Íñigo Arista) va ser un cabdill vascó que ha estat considerat el primer rei de Pamplona i iniciador de la monarquia navarresa. Ènnec no fou probablement un rei en el sentit estricte sinó un dels diversos cabdills de la zona de Navarra a finals del segle VIII i inicis del segle ix, sí bé és cert que probablement era el més important. Estigué ben relacionat amb la poderosa família Banu Qassi, d'origen visigot però convertida a l'islam, Ènnec va ser protagonista de diverses rebel·lions que el van situar al capdavant de la ciutat de Pamplona, una població que era llavors la més important de la regió. No obstant això, la seva situació fou complicada entre l'intent dels musulmans, des del sud, de mantenir sota control la zona, i la voluntat dels francs, des del nord, d'establir un govern procarolingi.

## Biografia

### Orígens
Les fonts cristianes, principalment les Genealogies de Roda, no recullen la seva ascendència, només la seva descendència. La filiació és coneguda gràcies a les cròniques musulmanes, que afirmen que era fill d'Ènnec, de qui es desconeix el cognom; aquesta afirmació la recull l'historiador Ibn Hayyan en la seva crònica en àrab la mort, entre 851 i 852, del rei de Pamplona «Wennekoh ibn Wennekoh», és a dir, Ènnec, fill d'Ènnec. Quant al patronímic del pare, hom li ha atribuït el cognom Ximenes, atesa l'existència dels germans Ènnec i Garcia Ximenes, que apareixen en una segona llista de les Genealogies de Roda sense el títol de rei, si bé tenien el control d'algun territori a Navarra, a la zona d'Estella.
Quant a la seva mare, Ònnega, a la mort del seu marit es va casar en segones núpcies amb Mussa ibn Fortun, membre de la família Banu Qassi. Aquest poderós llinatge musulmà descendia en realitat d'un antic comes visigot el qual s'havia convertit a l'islam, aconseguint així conservar les seves terres i senyories de gran extensió a la zona de la vall de l'Ebre. Amb el suport del seu padrastre, Ènnec va assolir el poder a Pamplona.
Hom ha afirmat que les dinasties Ènnega i Ximena descendeixen d'un tronc comú i amb una relació familiar molt intensa, que hauria estat basada en una contínua endogàmia; Alberto Cañada fins i tot esmenta la possibilitat que la família muladita Banu Qassi, amb la qual estava emparentat Aritza, tingués també el mateix origen.

### Rei de Pamplona?
És difícil establir l'adveniment d'un primer monarca a Navarra. En primer lloc, el nucli central era la ciutat de Pamplona, centre urbà per excel·lència de la zona i un focus important de resistència a l'ocupació musulmana. Tanmateix, no era l'únic, hi hagué diversos líders o cabdills a la zona que exerciren el seu poder. No obstant això, a causa de la preeminència de Pamplona per sobre de la resta del territori probablement feu que els cronistes consideressin als seus caps com a reis, sent el primer d'aquests Ènnec Aritza, i constituint ell i els seus descendents una primera dinastia a Navarra que utilitza les aliances matrimonials amb poderoses famílies de la regió per obtenir el poder de la regió pamplonesa i mantenir-se en el poder.
Amb el suport del seu padrastre, Ènnec va assolir el poder a Pamplona.

### Ascens al poder
Ènnec Aritza apareix vers l'any 800 com un magnat vascó local que s'alça en armes contra el líder o governador de Pamplona del moment, probablement Mutàrrif ibn Mussa ibn Fortun de la família muladí Banu Qassi. Aquesta ciutat era en aquesta època el centre urbà més important de la zona del Pirineu occidental. Havia estat sota control musulmà des del 716-19, i s'hi havia establert una guarnició militar permanent a causa de les rebel·lions de la població autòctona. Tanmateix, mentre per una banda hi ha rebuig a la presència musulmana, paral·lelament també es formen lligams entre els llinatges vascons de la zona i la família Banu Qassi; la família governà la ciutat de Pamplona fins al tombant del segle ix. Els Banu Qassi, a més, tenien bones relacions amb el llinatge Aritza, quelcom que permeté el control musulmà de la zona, lloc important de comunicacions a banda i banda del Pirineu. Probablement arran de l'Assemblea de Tolosa (798), l'any següent a Pamplona es va produir una revolta procarolíngia contra el governador Mutarrif, fill de Mussa ibn Fortun i membre dels Banu Qassi, amb la col·laboració de francs de la Gascunya, que va acabar amb l'assassinat de Mutarrif. Segons fonts musulmanes, al-Hàkam I va enviar una expedició a Àlaba i Castella que va tenir mals resultats i des d'ençà aleshores Pamplona deixa d'estar sota control musulmà.
Aquesta revolta va fer que els pamplonesos consideressin com a líder o cabdill de la ciutat a Balaixk al-Jalaixqí (Velasc el Gascó), del qual s'ha dit que hagués pogut haver dirigit la revolta. Fos o no Velasc, vers l'any 800 Ènnec Aritza fa de nou la seva aparició en una nova revolta i eliminà el nou governador. Per consolidar-se en el poder, d'una banda va casar-se amb la vídua de l'antic governador musulmà Mussa ibn Fortun, i de l'altra va casar la seva filla Assona amb el germà de Mutarrif, Mussa ibn Mussa. Aquesta doble aliança matrimonial amb els Banu Qassi va donar a Ènnec el control sobre Pamplona, però aquesta família també aconseguí una aliança amb els vascons per rebel·lar-se i lluitar contra l'emir de Còrdova, a més esdevingueren senyors de Tudela.

### Submissió als francs

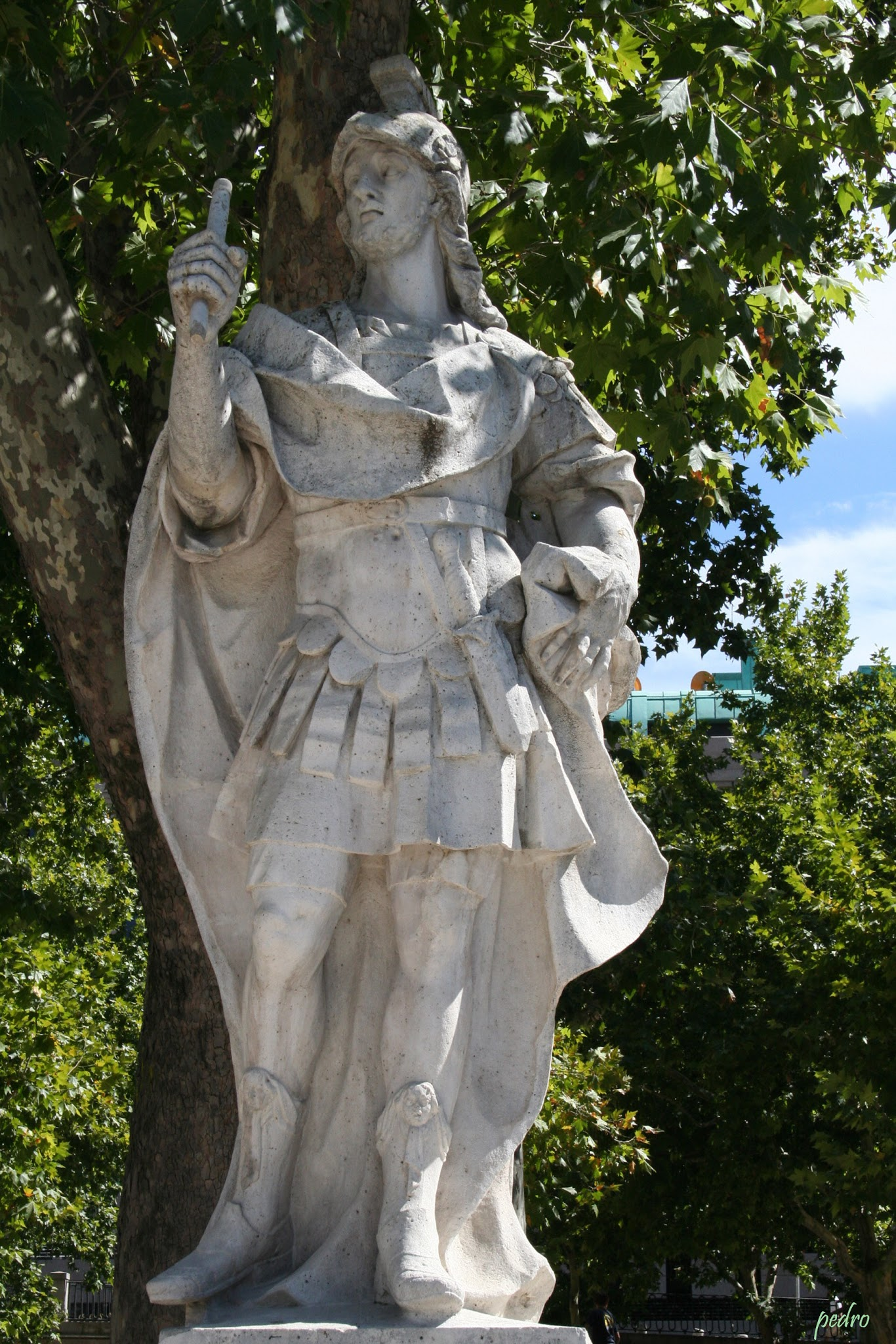
Detall de l'estàtua d'Ènnec Aritza a la Plaza de Oriente de Madrid obra de José Oñate (1750-1753).

Durant el primer terç del segle ix, la política dels Aritza va oscil·lar entre l'adhesió a la família Banu Qassi, cada vegada més poderosos, i la submissió al Regne Franc, que ja s'havia estès més enllà dels Pirineus per la seva banda oriental amb la conquesta de Barcelona el 801. S'optarà finalment per sotmetre's a l'autoritat franca en la persona de l'emperador Carlemany el 806. Sis anys més tard la regió rebia la visita de Lluís el Pietós per tal d'establir un govern procarolingi, és en aquest moment quan seria oportuna l'aparició d'un nou governador, Balaixk al-Jalaixqí (Velasc el Gascó), segons Luis Suárez. Aquest establirà relacions estretes amb Alfons II d'Astúries. No obstant això, l'aliança de vascons, asturs i gascons no va durar gaire perquè els musulmans van dur a terme un gran atac al nord l'estiu del 816, amb la gran derrota vascona a la batalla de Pancorbo, que serví per afeblir l'autoritat franca en els comtats del sud dels Pirineus, esclatant un moviment antifranc que es traduí en noves rebel·lions entre els anys 816 i 819. El 818 va esclatar una nova rebel·lió a Pamplona, els francs van enviar un exèrcit encapçalat pels comtes Eble i Asnar per tal de sufocar-la, però no van tenir èxit. Les tropes franques van ser derrotades en trobar-se amb l'oposició tant d'Ènnec com de Mussa II de Tudela al pas de Roncesvalls. El líder pamplonès es va tornar a instal·lar en el poder. Segons Martínez Díez, Ènnec fou nomenat rei per tres-cents cavallers a la Penya d'Oroel, a Jaca.

### Submissió als musulmans
L'any 841, Ènnec Aritza és víctima d'una malaltia que el deixa paralític. El seu fill Garcia exerceix una forta regència, duent a terme ell mateix la direcció de les campanyes militars. Així mateix, l'aliança dels Aritza amb els Banu Qassi es va mantenir. Aquesta situació durà fins a mitjans de segle, però no sempre va sortir-ne beneficiat. El 843, les tropes d'Ènnec i de Mussa II són derrotades per l'emir Abd-ar-Rahman II, que suposà l'avenç musulmà i el saqueig de la ciutat de Pamplona. Des del 843, els Banu Qassi es van tornar a sotmetre a la voluntat de l'emir de Còrdova, també ho feren altres personalitats de Navarra, com Galí Ènnec, fill d'Ènnec Aritza, que acabà servint als musulmans. No obstant això, dita submissió fou fingida, l'objectiu no era altre que tractar de consolidar un domini a la frontera superior d'Al-Andalus, encara que fos en aquell moment sota la protecció de l'emir cordovès.

## Descendència
La família d'Ènnec Artiza va tenir vincles estrets amb la família muladita Banu Qasi, que dominaven la riba de l'Ebre entre Tudela i Saragossa. Segons les Genealogies, una de les seves filles es va casar amb Mussa ibn Mussa, una altra amb el comte Garcia I d'Aragó, i una de les seves netes amb Asnar Galí II d'Aragó.
Segons Lévi-Provençal, Ènnec pogué ser polígam, com ho foren els seus parents Banu Qassi. Els seus fills són:
- Assona Ènnec, casada el 820 amb Mussa ibn Mussa, valí de Tudela, Osca i Saragossa, i germanastre d'Ènnec Aritza.[17][1]
- Garcia Ènnec, segon rei de Pamplona, regent durant la malaltia d'Ènnec.[17][1]
- Galí Ènnec,[17] assassinat el 843,[1] pare de Mussa ibn Gali, valí d'Osca el 860.
- Nunila de Pamplona, casada amb el comte Garcia I d'Aragó.[17][1]